# 塞维鲁·伊本·穆卡法
塞维鲁·伊本·穆卡法（阿拉伯语：‎，？-987）是一位公元10世纪的科普特正教会主教、历史学家。塞维鲁以他所编纂的《埃及教会宗主教史》（Ta'rikh Batarikat al-Kanisah al-Misriyah）著称。塞维鲁是第一位使用阿拉伯语书写大量原创著作的科普特人。